# Francisca Nazareth
Francisca Ramos Ribeiro Nazareth Sousa, meglio nota come Francisca Nazareth (Lisbona, 17 novembre 2002), è una calciatrice portoghese, centrocampista del Barcellona e della nazionale portoghese.

## Carriera

### Club
Considerata una delle promesse del calcio femminile portoghese e nota anche come Kika Nazareth, ha fatto parte delle giovanili del Benfica sin dalla stagione 2018-19, quando fece il suo esordio in prima squadra ancora sedicenne, scendendo in campo in 4 occasioni e realizzando 6 reti tra la stagione 2018-19 e 2019-20. Per la stagione 2020-21 è passata nella rosa della prima squadra, firmando il suo primo contratto da professionista.
Alla prima stagione in prima squadra contribuì alla conquista del primo titolo nazionale del Benfica. Oltre al campionato arrivò anche la conquista della Taça da Liga sia nel 2020 che nel 2021. Alla sua prima stagione da professionista ha fatto il suo esordio in UEFA Women's Champions League, giocando una partita nei turni preliminari e la doppia sfida dei sedicesimi di finale, persa contro il Chelsea. Nella stagione 2021-22 ha collezionato 10 presenze in UEFA Women's Champions League, sei delle quali nella fase a gironi, e realizzando tre reti nelle due partite del primo turno preliminare. Nazareth ha collezionato in tutto 128 presenze, 82 reti e 32 assist con il club di Lisbona.
Il 4 luglio 2024 viene ingaggiata a titolo definitivo dal Barcellona, nella massima serie spagnola, con cui firma un contratto quadriennale; il trasferimento è stato concordato sulla base di circa 500 000 euro, diventando così l'acquisto più oneroso nella storia del club catalano, nonché il trasferimento più caro ad aver mai coinvolto una calciatrice portoghese.

### Nazionale
Francisca Nazareth ha fatto parte delle selezioni giovanili nazionali Under-17 e Under-19, giocando le partite di qualificazione alle fasi finali dei campionati europei di categoria. Con la nazionale Under-17 ha partecipato alla fase finale del campionato europeo 2019 di categoria, concludo dal Portogallo con una sconfitta in semifinale.
Convocata dal selezionatore Francisco Neto per l'Algarve Cup 2020, ha fatto il suo esordio nella nazionale maggiore alla prima partita del torneo, persa per 1-2 contro l'Italia, scendendo in campo negli ultimi minuti dell'incontro al posto di Carolina Mendes. Nell'aprile 2021 venne schierata titolare da Neto nella doppia sfida alla Russia, valida come spareggio per l'accesso alla fase finale del campionato europeo 2022, che vide prevalere le russe. Da allora è stata convocata regolarmente in nazionale, prendendo parte alle partite valide per le qualificazioni al campionato mondiale 2023. Dopo aver partecipato anche ai play-off intercontinentali, è stata convocata da Neto per la fase finale del campionato mondiale 2023, al quale il Portogallo s'era qualificato per la prima volta nella sua storia.

## Statistiche

### Presenze e reti nei club
Statistiche aggiornate al 24 maggio 2025.
| Stagione        | Squadra         | Campionato      | Campionato | Campionato | Coppe nazionali | Coppe nazionali | Coppe nazionali | Coppe continentali | Coppe continentali | Coppe continentali | Altre coppe | Altre coppe | Altre coppe | Totale | Totale |
| Stagione        | Squadra         | Comp            | Pres       | Reti       | Comp            | Pres            | Reti            | Comp               | Pres               | Reti               | Comp        | Pres        | Reti        | Pres   | Reti   |
| --------------- | --------------- | --------------- | ---------- | ---------- | --------------- | --------------- | --------------- | ------------------ | ------------------ | ------------------ | ----------- | ----------- | ----------- | ------ | ------ |
| 2018-2019       | Benfica         | CNP             | 3          | 0          | CP              | ?               | ?               | -                  | -                  | -                  | -           | -           | -           | 3+     | 1+     |
| 2019-2020       | Benfica         | CN              | 2          | 3          | CP              | 1               | 0               | -                  | -                  | -                  | SP+TL       | 0+1         | 0+0         | 4      | 3      |
| 2020-2021       | Benfica         | CN              | 16         | 12         | CP              | -               | -               | UWCL               | 3                  | 0                  | TL          | 3           | 1           | 21     | 13     |
| 2021-2022       | Benfica         | CN              | 13         | 10         | CP              | 2               | 0               | UWCL               | 10                 | 3                  | SP+TL       | 0+4         | 0+1         | 29     | 14     |
| 2022-2023       | Benfica         | CN              | 17         | 15         | CP              | 5               | 6               | UWCL               | 2                  | 1                  | SP+TL       | 1+4         | 1+3         | 29     | 26     |
| 2023-2024       | Benfica         | CN              | 18         | 17         | CP              | 2               | 1               | UWCL               | 1                  | 2                  | SP+TL       | 2+1         | 2+0         | 24     | 22     |
| Totale Benfica  | Totale Benfica  | Totale Benfica  | 68         | 57         |                 | 10              | 7               |                    | 16                 | 6                  |             | 3+13        | 3+5         | 107+   | 78+    |
| 2024-2025       | Barcellona      | PD              | 19         | 3          | CR              | 3               | 0               | UWCL               | 6                  | 3                  | CC+SS       | 1+1         | 0           | 30     | 6      |
| Totale carriera | Totale carriera | Totale carriera | 87         | 60         |                 | 13              | 7               |                    | 22                 | 9                  |             | 18          | 8           | 137+   | 84+    |

### Cronologia presenze e reti in nazionale
| Cronologia completa delle presenze e delle reti in nazionale ― Portogallo | Cronologia completa delle presenze e delle reti in nazionale ― Portogallo | Cronologia completa delle presenze e delle reti in nazionale ― Portogallo | Cronologia completa delle presenze e delle reti in nazionale ― Portogallo | Cronologia completa delle presenze e delle reti in nazionale ― Portogallo | Cronologia completa delle presenze e delle reti in nazionale ― Portogallo | Cronologia completa delle presenze e delle reti in nazionale ― Portogallo | Cronologia completa delle presenze e delle reti in nazionale ― Portogallo |
| Data                                                                      | Città                                                                     | In casa                                                                   | Risultato                                                                 | Ospiti                                                                    | Competizione                                                              | Reti                                                                      | Note                                                                      |
| ------------------------------------------------------------------------- | ------------------------------------------------------------------------- | ------------------------------------------------------------------------- | ------------------------------------------------------------------------- | ------------------------------------------------------------------------- | ------------------------------------------------------------------------- | ------------------------------------------------------------------------- | ------------------------------------------------------------------------- |
| 4-3-2020                                                                  | Faro                                                                      | Portogallo                                                                | 1 – 2                                                                     | Italia                                                                    | Algarve Cup 2020                                                          | -                                                                         | 87’                                                                       |
| 9-4-2021                                                                  | Lisbona                                                                   | Portogallo                                                                | 0 – 1                                                                     | Russia                                                                    | Qual. Euro 2022 - Play-off                                                | -                                                                         | 77’                                                                       |
| 13-4-2021                                                                 | Mosca                                                                     | Russia                                                                    | 0 – 0                                                                     | Portogallo                                                                | Qual. Euro 2022 - Play-off                                                | -                                                                         | 60’                                                                       |
| 11-6-2021                                                                 | Houston                                                                   | Stati Uniti                                                               | 1 – 0                                                                     | Portogallo                                                                | Amichevole                                                                | -                                                                         | 63’                                                                       |
| 14-6-2021                                                                 | Houston                                                                   | Portogallo                                                                | 3 – 3                                                                     | Nigeria                                                                   | Amichevole                                                                | -                                                                         | 81’                                                                       |
| 16-9-2021                                                                 | Alanya                                                                    | Turchia                                                                   | 1 – 1                                                                     | Portogallo                                                                | Qual. Mondiali 2023                                                       | -                                                                         | 45’                                                                       |
| 19-9-2021                                                                 | Rishon LeZion                                                             | Israele                                                                   | 0 – 4                                                                     | Portogallo                                                                | Qual. Mondiali 2023                                                       | -                                                                         |                                                                           |
| 21-10-2021                                                                | Setúbal                                                                   | Portogallo                                                                | 2 – 1                                                                     | Serbia                                                                    | Qual. Mondiali 2023                                                       | -                                                                         | 82’                                                                       |
| 26-10-2021                                                                | Plovdiv                                                                   | Bulgaria                                                                  | 0 – 5                                                                     | Portogallo                                                                | Qual. Mondiali 2023                                                       | -                                                                         | 58’                                                                       |
| 25-11-2021                                                                | Faro                                                                      | Portogallo                                                                | 4 – 0                                                                     | Israele                                                                   | Qual. Mondiali 2023                                                       | -                                                                         | 65’                                                                       |
| 30-11-2021                                                                | Faro                                                                      | Portogallo                                                                | 1 – 3                                                                     | Germania                                                                  | Qual. Mondiali 2023                                                       | -                                                                         | 65’                                                                       |
| 16-2-2022                                                                 | Lagos                                                                     | Norvegia                                                                  | 0 – 2                                                                     | Portogallo                                                                | Algarve Cup 2022                                                          | -                                                                         | 61’                                                                       |
| 20-2-2022                                                                 | Faro                                                                      | Portogallo                                                                | 0 – 4                                                                     | Svezia                                                                    | Algarve Cup 2022                                                          | -                                                                         | 46’                                                                       |
| 22-2-2022                                                                 | Lisbona                                                                   | Portogallo                                                                | 4 – 0                                                                     | Grecia                                                                    | Amichevole                                                                | 2                                                                         | 66’                                                                       |
| 28-2-2022                                                                 | Estoril                                                                   | Portogallo                                                                | 1 – 1                                                                     | Australia                                                                 | Amichevole                                                                | -                                                                         | 61’ 64’                                                                   |
| 9-7-2022                                                                  | Leigh                                                                     | Portogallo                                                                | 2 – 2                                                                     | Svizzera                                                                  | Euro 2022 - 1° turno                                                      | -                                                                         | 77’                                                                       |
| 13-7-2022                                                                 | Leigh                                                                     | Paesi Bassi                                                               | 3 – 2                                                                     | Portogallo                                                                | Euro 2022 - 1° turno                                                      | -                                                                         | 65’                                                                       |
| 13-7-2022                                                                 | Leigh                                                                     | Svezia                                                                    | 5 – 0                                                                     | Portogallo                                                                | Euro 2022 - 1° turno                                                      | -                                                                         | 57’                                                                       |
| 2-9-2022                                                                  | Stara Pazova                                                              | Serbia                                                                    | 1 – 2                                                                     | Portogallo                                                                | Qual. Mondiali 2023                                                       | 1                                                                         | 83’                                                                       |
| 6-9-2022                                                                  | Vizela                                                                    | Portogallo                                                                | 4 – 0                                                                     | Turchia                                                                   | Qual. Mondiali 2023                                                       | 1                                                                         | 39’                                                                       |
| 11-10-2022                                                                | Paços de Ferreira                                                         | Portogallo                                                                | 4 – 1 dts                                                                 | Islanda                                                                   | Qual. Mondiali 2023 - Play-off                                            | 1                                                                         | 83’                                                                       |
| 11-11-2022                                                                | Cova da Piedade                                                           | Portogallo                                                                | 5 – 0                                                                     | Haiti                                                                     | Amichevole                                                                | 1                                                                         | 64’                                                                       |
| 15-11-2022                                                                | Alverca do Ribatejo                                                       | Portogallo                                                                | 1 – 0                                                                     | Costa Rica                                                                | Amichevole                                                                | -                                                                         | 73’                                                                       |
| 22-2-2023                                                                 | Hamilton                                                                  | Portogallo                                                                | 2 – 1                                                                     | Camerun                                                                   | Qual. Mondiali 2023 - Play-off intercontinentali                          | -                                                                         | 71’                                                                       |
| 7-4-2023                                                                  | Guimarães                                                                 | Portogallo                                                                | 1 – 2                                                                     | Giappone                                                                  | Amichevole                                                                | -                                                                         | 73’                                                                       |
| 11-4-2023                                                                 | Guimarães                                                                 | Portogallo                                                                | 1 – 1                                                                     | Galles                                                                    | Amichevole                                                                | -                                                                         | 74’                                                                       |
| 1-7-2023                                                                  | Milton Keynes                                                             | Inghilterra                                                               | 0 – 0                                                                     | Portogallo                                                                | Amichevole                                                                | -                                                                         | 50’                                                                       |
| 23-7-2023                                                                 | Dunedin                                                                   | Paesi Bassi                                                               | 1 – 0                                                                     | Portogallo                                                                | Mondiali 2023 - 1° turno                                                  | -                                                                         | 67’                                                                       |
| 27-7-2023                                                                 | Hamilton                                                                  | Portogallo                                                                | 2 – 0                                                                     | Vietnam                                                                   | Mondiali 2023 - 1° turno                                                  | 1                                                                         | 69’                                                                       |
| 1-8-2023                                                                  | Auckland                                                                  | Portogallo                                                                | 0 – 0                                                                     | Stati Uniti                                                               | Mondiali 2023 - 1° turno                                                  | -                                                                         | 62’                                                                       |
| 22-9-2023                                                                 | Valenciennes                                                              | Francia                                                                   | 2 – 0                                                                     | Portogallo                                                                | UEFA Women's Nations League 2023-2024 - 1° turno                          | -                                                                         | 84’                                                                       |
| 26-9-2023                                                                 | Barcelos                                                                  | Portogallo                                                                | 3 – 2                                                                     | Norvegia                                                                  | UEFA Women's Nations League 2023-2024 - 1° turno                          | -                                                                         | 76’                                                                       |
| 27-10-2023                                                                | Altach                                                                    | Austria                                                                   | 2 – 1                                                                     | Portogallo                                                                | UEFA Women's Nations League 2023-2024 - 1° turno                          | -                                                                         | 68’                                                                       |
| 31-10-2023                                                                | Póvoa de Varzim                                                           | Portogallo                                                                | 1 – 2                                                                     | Austria                                                                   | UEFA Women's Nations League 2023-2024 - 1° turno                          | -                                                                         |                                                                           |
| 5-12-2023                                                                 | Leiria                                                                    | Portogallo                                                                | 0 – 1                                                                     | Francia                                                                   | UEFA Women's Nations League 2023-2024 - 1° turno                          | -                                                                         |                                                                           |
| 5-4-2024                                                                  | Leiria                                                                    | Portogallo                                                                | 3 – 0                                                                     | Bosnia ed Erzegovina                                                      | Qual. Euro 2025                                                           | -                                                                         | 73’                                                                       |
| 9-4-2024                                                                  | Ta' Qali                                                                  | Malta                                                                     | 0 – 2                                                                     | Portogallo                                                                | Qual. Euro 2025                                                           | -                                                                         | 83’                                                                       |
| 31-5-2024                                                                 | Leiria                                                                    | Portogallo                                                                | 4 – 0                                                                     | Irlanda del Nord                                                          | Qual. Euro 2025                                                           | -                                                                         | 82’                                                                       |
| 4-6-2024                                                                  | Lurgan                                                                    | Irlanda del Nord                                                          | 1 – 2                                                                     | Portogallo                                                                | Qual. Euro 2025                                                           | 1                                                                         | 75’                                                                       |
| 25-10-2024                                                                | Baku                                                                      | Azerbaigian                                                               | 1 – 4                                                                     | Portogallo                                                                | Qual. Euro 2025                                                           | -                                                                         | 45’ 62’                                                                   |
| 29-11-2024                                                                | Oporto                                                                    | Portogallo                                                                | 1 – 1                                                                     | Rep. Ceca                                                                 | Qual. Euro 2025                                                           | 1                                                                         | 86’                                                                       |
| 3-12-2024                                                                 | Teplice                                                                   | Rep. Ceca                                                                 | 1 – 2                                                                     | Portogallo                                                                | Qual. Euro 2025                                                           | -                                                                         |                                                                           |
| 21-2-2025                                                                 | Portimao                                                                  | Portogallo                                                                | 1 – 1                                                                     | Inghilterra                                                               | UEFA Women's Nations League 2025 - 1° turno                               | 1                                                                         | 59’                                                                       |
| Totale                                                                    |                                                                           | Presenze                                                                  | 43                                                                        |                                                                           | Reti                                                                      | 10                                                                        |                                                                           |

## Palmarès

### Club
- Coppa di Lega portoghese: 3

Benfica: 2020-2021, 2022-2023, 2023-2024
- Campionato portoghese: 4

Benfica: 2020-2021, 2021-2022, 2022-2023, 2023-2024
- Supercoppa del Portogallo femminile: 1

Benfica: 2022
- Supercoppa spagnola: 1

Barcellona: 2025
- Campionato spagnolo: 1

Barcellona: 2024-2025